# Aunay-les-Bois

Aunay-les-Bois este o comună în departamentul Orne, Franța. În 1 ianuarie 2022 avea o populație de 142 de locuitori.